# Kataoka Satoshi
Kataoka Satoshi (片岡聡), né le 3 août 1958, est un joueur de go professionnel.

## Titres
| Titre               | Années     |
| ------------------- | ---------- |
| Titres nationaux    | 6          |
| Tengen              | 1982, 1983 |
| Shinjin-O           | 1982       |
| Kakusei             | 1990       |
| Hayago Championship | 1993, 1998 |